# Bobrów (powiat karkonoski)
Bobrów (niem. Boberstein) – wieś w Polsce położona w województwie dolnośląskim, w powiecie karkonoskim, w gminie Mysłakowice na granicy Rudaw Janowickich, Kotliny Jeleniogórskiej i Gór Kaczawskich (Sudety Zachodnie) .

## Historia
Już w XV w. znajdował się tu dwór obronny. W roku 1613 śląski regionalista i historyk Mikołaj Henel z Prudnika wymienił miejscowość w swoim dziele o geografii Śląska pt. Silesiographia podając jej łacińską nazwę: Bobersteinum castrum. W roku 1880 Georg von Decker zbudował we wsi pałac i warowny obóz z wieżami. W czasie II wojny światowej pałac wykorzystywany był przez stacjonujące tutaj formacje SA. Na początku wojny mieścił się tu obóz przejściowy dla Żydów ze Śląska i Wielkopolski, a następnie przetrzymywano w jego murach internowanych mieszkańców Luksemburga. Po roku 1946 przebywali tu uchodźcy greccy, a w późniejszych latach umieszczono tu kolejno dom poprawczy, ośrodek kolonijny, PGR, Obronę Cywilną. W roku 1972 pałac został pozbawiony dachówek, co doprowadziło do jego ruiny.
W latach 1975–1998 miejscowość należała administracyjnie do województwa jeleniogórskiego.

## Zabytki
Do wojewódzkiego rejestru zabytków wpisany jest obiekt:
- zespół pałacowy, z XVII-XIX w.:
  - pałac z XVII w., przebudowany w 1894 r.
  - budynki folwarczne z końca XIX w.
  - park z końca XIX w.

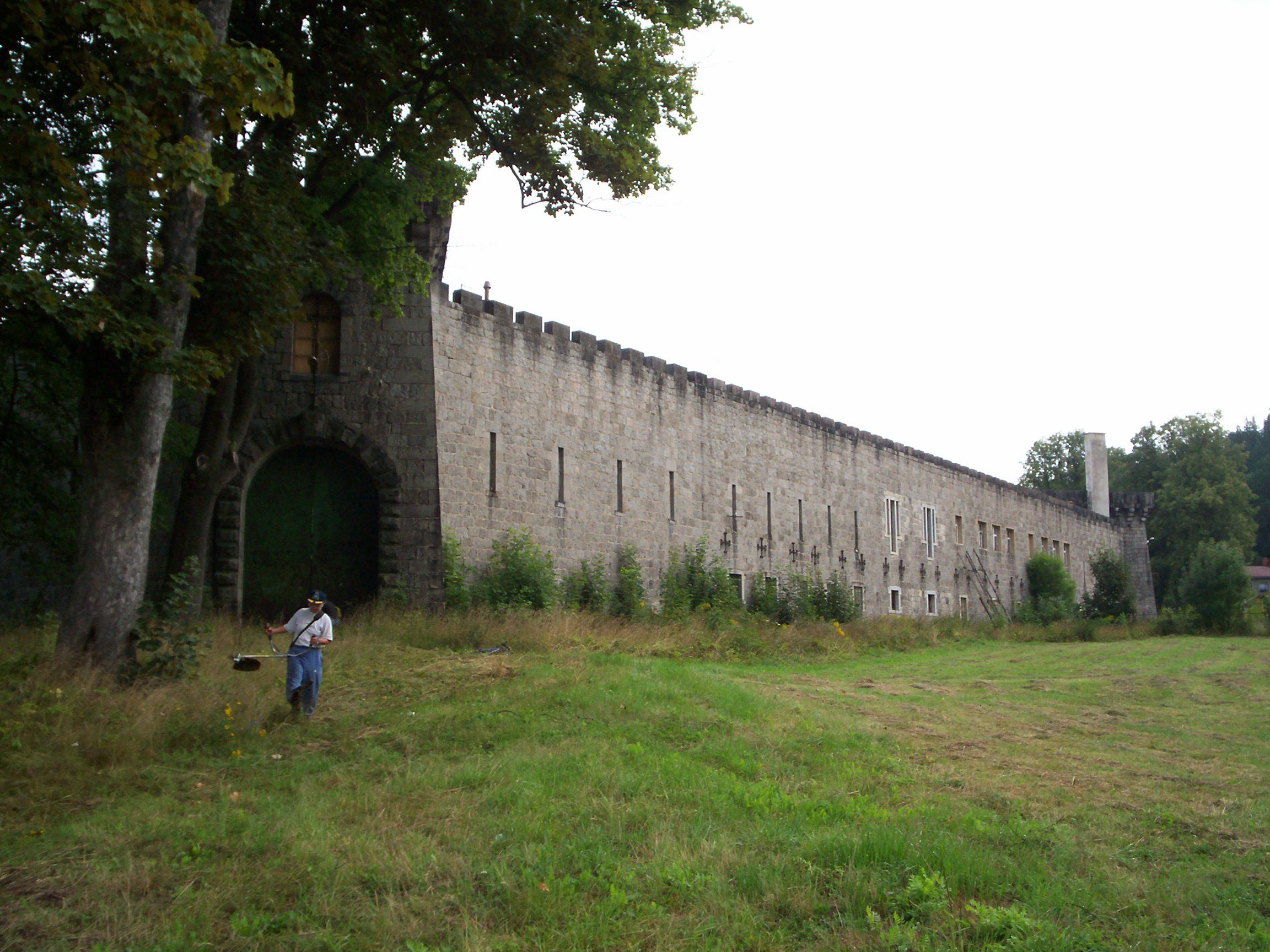
Pałac w Bobrowie.
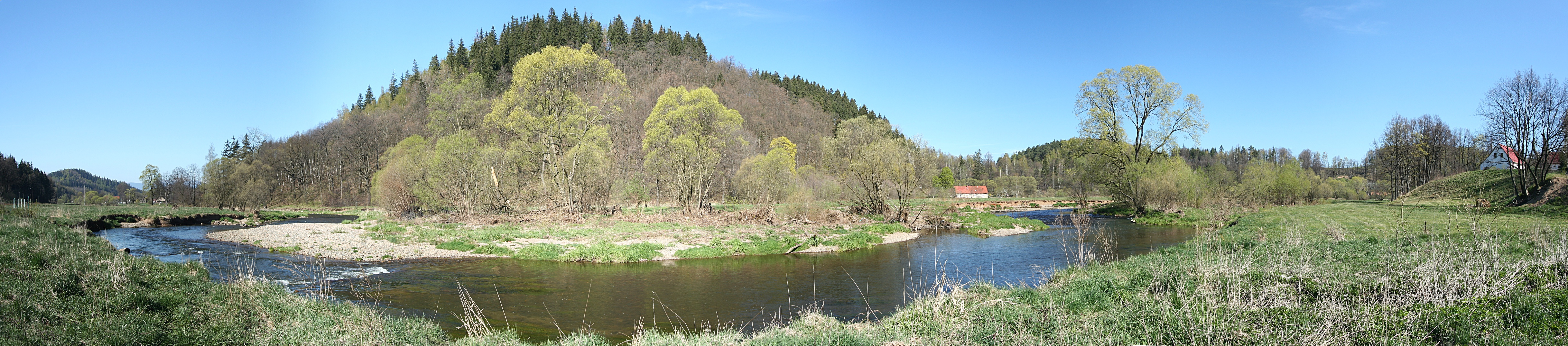
Rzeka Bóbr k. wsi Bobrów